# Adolf Treywasz
Adolf Treywasz – major ludowego Wojska Polskiego.
Został oficerem ludowego Wojska Polskiego. Od 12 września 1946 pełnił stanowisko zastępcy dowódcy do spraw polityczno-wychowawczych 6 Pomorskiej Dywizji Piechoty. Był autorem publikacji pt. Nasz Sport z 1954.

## Odznaczenia
- Krzyż Kawalerski Orderu Odrodzenia Polski (1947)[3].